# Baszta Pierścienników w Krakowie
Baszta Pierścienników (znana także jako Baszta Ryngmacherów) – baszta w Krakowie, położona niegdyś w ciągu murów miejskich, między Basztą Siodlarzy po stronie północnej i Basztą Bednarzy po stronie południowej. Zburzona na początku XIX wieku.

## Historia
Ambroży Grabowski ukazuje Basztę Pierścienników tylko jako wieżę niewielką, natomiast nie ukazuje dokładnie jej wyglądu. Jedynym więc źródłem ujawniającym wygląd omawianej baszty jest akwarela Jerzego Głogowskiego z 1809 roku. Owa akwarela ukazuje półokrągłą wieżę, zakończoną dachem o kształcie zbliżonym do stożka. Wieża ukazana na akwareli jest podobna do zachowanej do dziś Baszty Pasamoników. Powstała najprawdopodobniej zważając na ukazany na akwareli Głogowskiego kształt baszty w XV wieku. W baszcie znajdowało się 6 otworów strzelniczych. Baszta popadła w ruinę i zarosła roślinnością, zburzono ją wraz z większością Murów miejskich Krakowa na początku XIX wieku.
Za basztę odpowiedzialny był cech Pierścienników, zwanych inaczej z języka niemieckiego „ryngmacherami”.

## Galeria

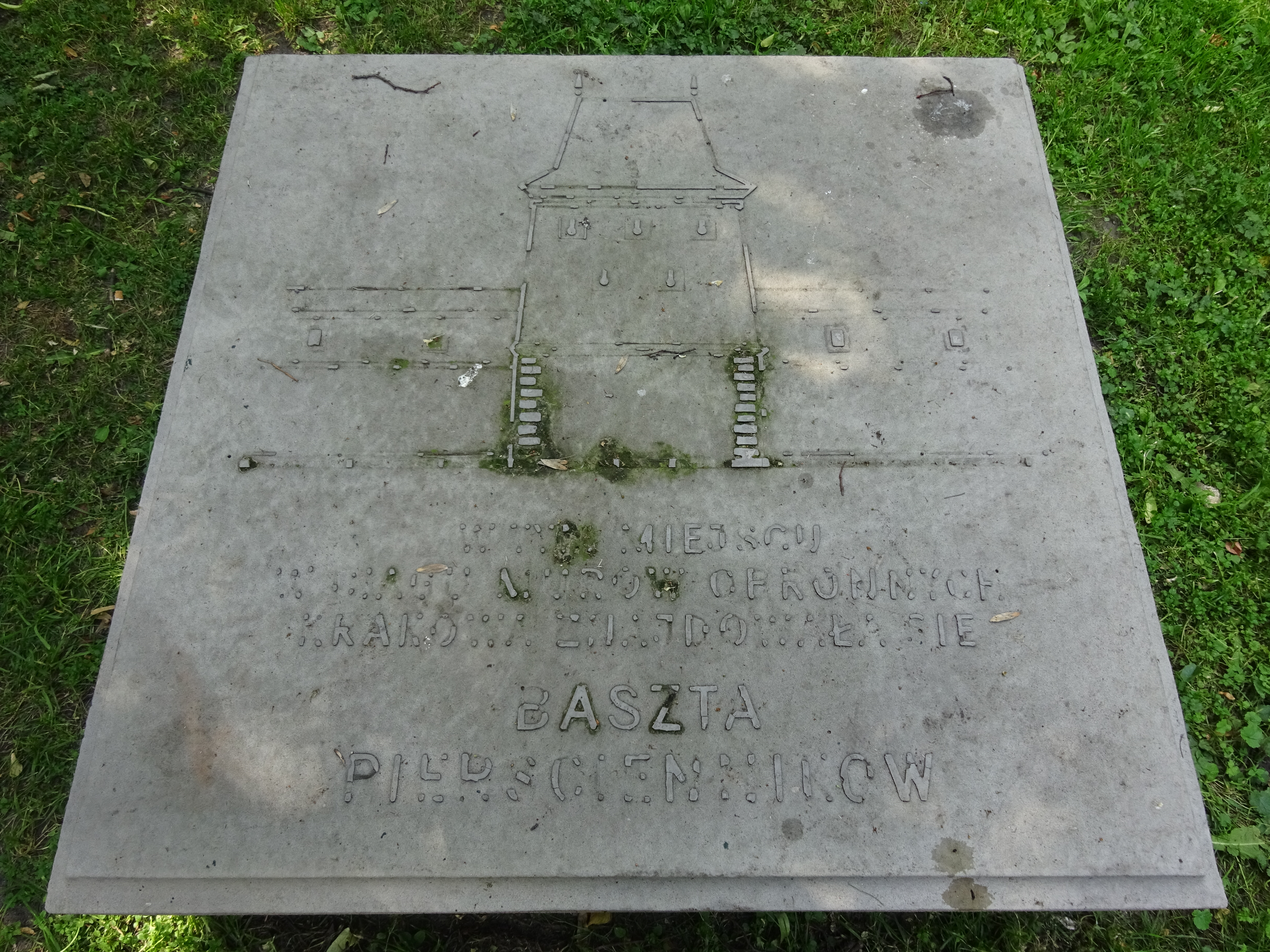
Stara tablica upamiętniająca Basztę Pierścienników (2016)